# Saint-Galmier
Saint-Galmier je zdraviliško naselje in občina v jugovzhodnem francoskem departmaju Loire regije Rona-Alpe. Leta 2010 je naselje imelo 5.588 prebivalcev.

## Geografija
Kraj leži v pokrajini Forez ob reki Coise, 21 km severozahodno od Saint-Étienna.

## Uprava
Saint-Galmier je sedež istoimenskega kantona, v katerega so poleg njegove vključene še občine Andrézieux-Bouthéon, Aveizieux, Bellegarde-en-Forez, Chambœuf, Cuzieu, Montrond-les-Bains, Rivas, Saint-André-le-Puy, Saint-Bonnet-les-Oules in Veauche s 37.768 prebivalci (v letu 2007).
Kanton Saint-Galmier je sestavni del okrožja Montbrison.

## Zanimivosti
- zdravilišče, naslednik rimskih toplic pri izviru mineralne vode Badoit,
- cerkev sv. Baldomirja Lyonskega,
- utrjena hiša la Teillière iz 14. stoletja,
- hipodrom Joseph-Desjoyaux.

## Šport
Saint-Galmier je bil leta 2005 pod okriljem Mednarodne atletske zveze prizorišče svetovnega prvenstva v krosu.